# Braço Norte do Rio Itaúnas
Braço Norte do Rio Itaúnas är ett vattendrag i Brasilien.   Det ligger i delstaten Espírito Santo, i den sydöstra delen av landet, 900 km öster om huvudstaden Brasília.
Omgivningen kring Braço Norte do Rio Itaúnas är huvudsakligen savann. Området är  glesbefolkat, med 8 invånare per kvadratkilometer.